# Grammy Award para Melhor Trilha Sonora em Mídia Visual
Grammy Award para Melhor Trilha Orquestrada de Mídia Visual é uma categoria do Grammy Awards dado a um compositor ou compositores por uma trilha original criada para filme, programa de TV ou série, videojogo ou outra mídia visual.
É entregue desde a segunda edição do Grammy Awards em 1959. O primeiro vencedor foi o compositor e pianista estadunidense Duke Ellington, pela trilha sonora do filme Anatomy of a Murder. Originalmente conhecido como o Grammy de Melhor Álbum de Trilha Sonora de um Filme ou Televisão, o prêmio agora é conhecido como o Grammy Award para Melhor Trilha Orquestrada de Mídia Visual. Até 2001, o prêmio era entregue apenas ao compositor da música. De 2001 a 2006, o produtor e os engenheiros também poderiam recebê-lo. Em 2007, voltou a ser entregue apenas para compositores.